# Río Pennar
El río Pennar, también Penner, Penna o Penneru (en télugu: పెన్నా, పెన్నేరు) es un largo río costero del sur de la India. El Pennar nace en las  colinas Nandi, en el distrito de Chikballapur del estado de Karnataka, y recorre 560 kilómetros en dirección norte y al este a través del estado de Andhra Pradesh para desembocar en el golfo de Bengala.

## Geografía
La cuenca del Pennar y sus afluentes drena la parte sur de la meseta del Decán, incluyendo la mayoría de la región de los Rayalaseema, en Andhra Pradesh y parte de Karnataka. La meseta Kolar forma la línea divisoria entre la cuenca del Pennar y la de los ríos Kaveri, Ponnaiyar y Palar, hacia el sur. El Pennar drena la porción norte de la meseta, que incluye partes de los distritos de Kolar y Tumkur, en Karnataka. El río Krishna y sus tributarios drenan la meseta de Decán al oeste y al norte de la cuenca del Pennar, y las bajas colinas Erramala forman la división norte de la cuenca del Pennar. La cuenca superior del Pennar incluye el distrito de Cuddapah, la parte central y oriental del distrito de Anantapur, la parte sur del distrito de Kurnool y el noroeste del distrito de Chittoor. 
El Pennar fluye hacia el este a través de una brecha en las Ghats orientales hasta llegar a la llanura costera de Andhra, donde desemboca en la bahía de Bengala, 15 km al este de Nellore, en un lugar llamado Utukuru (también Vutukuru).
Los principales afluentes del Pennar son los ríos Jayamangali, Kunderu y  Sagileru, desde el norte, y el Chitravati, Papaghni y Cheyyeru, desde  el sur.

### Estuario
El estuario del río Pennar se extiende 7 km aguas arriba del golfo de Bengala. La influencia de las mareas y el agua salada se extienden aguas arriba durante la temporada seca de noviembre a junio. Las dunas costeras, de hasta 7 m, se forman alrededor de la boca del río. El arroyo mareal Upputeru, de 15 km de longitud, y la laguna Isakapalli (separada del golfo de Bengala por la isla barrera de Isakapalli, de 180 m de largo y hasta 3 m de altura), forman el principal humedal costero.
La cuenca alta del Pennar se compone en gran parte de antiguas rocas arcaicas, principalmente granitos y esquisto. La cuenca baja está formada por sedimentos jóvenes, incluyendo laterita y reciente aluvión.

## Clima
La cuenca del Pennar tiene un clima monzónico tropical seco. La cuenca alta del Pennar es semiárida, con temperaturas estivales de 25-46 °C y temperaturas  invernales de 18-28 °C. La mayoría de las precipitaciones la trae el monzón del suroeste, que provée lluvia en la mayor parte de la India entre junio y septiembre. La cuenca del Pennar se encuentra en la sombra orográfica de los altos Ghats Occidentales, que impiden que la humedad llegue a la región. Las tormentas ciclónicas post-monzón en la región costera producen más lluvias durante septiembre y octubre. El monzón del noreste de invierno, que lleva lluvia entre diciembre y marzo, proporciona poca lluvia en la cuenca alta y un poco más en la cuenca baja. Varía mucho de un año a otro en el sur de la India, a veces trayendo poderosas tormentas ciclónicas, con inundaciones y fuertes vientos. La precipitación media anual es de 550 mm/año en Anantapur, y de 900 mm/año en Nelore. 
La cuenca del Pennar sufrió una sequía prolongada en la década de 1990 que causó mucho sufrimiento entre los agricultores de la región y ha generado una demanda política para construir un acueducto para llevar agua desde el río Krishna a Rayalaseema.

## Vegetación
La cuenca superior estaba anteriormente cubierta con bosque seco tropical, bosque espinoso, y matorrales xerófilos. La mayoría del bosque tropical seco ha desaparecido, debido a la limpieza para el pastoreo y a la sobreexplotación de los bosques para obtener madera y leña, sustituida por matorrales espinosos. Los bosques remanentes del Decán son en gran parte caducos, cayendo sus hojas en el invierno seco y los meses de primavera. El bosques perennes secos del este de Decán de la costa de Andhra eran de hoja perenne, pero estos bosques han sido en gran medida reducido a pequeños focos remanentes.

## Puerto
El pequeño puerto de botes de Krishnapatnam se encuentra en el arroyo Upputeru, y estaba previsto que se convirtiera en un puerto de aguas profundas en 2006. El canal Buckingham, una vía navegable artificial que corre justo por detrás de la costa, permite que pequeñas embarcaciones vayan desde el Pennar hasta llegar a Chennai, al sur, y al delta del río Krishna, al norte.

## Literatura
La literatura telugu ha florecido en la cuenca del Pennar que ha producido varios conocidos autores y poetas, como Raallapalli Anantha Krishna Sharma, Vidvan Vishvam o C. Ramakrishna Reddy. Penneti paata, de Vishvam, que significa "un canto del río Penna", es muy popular en Andhra Pradesh, y en Raayala Seema en particular. "Penneti kathalu", de Reddy representaba la vida trágica y cultural del pueblo del valle del Pennar. Estas historias tienen acreditado ser las mejores de su clase, con el acento de la lengua local presente de forma efectiva.